# Damascatura a pelle di trota

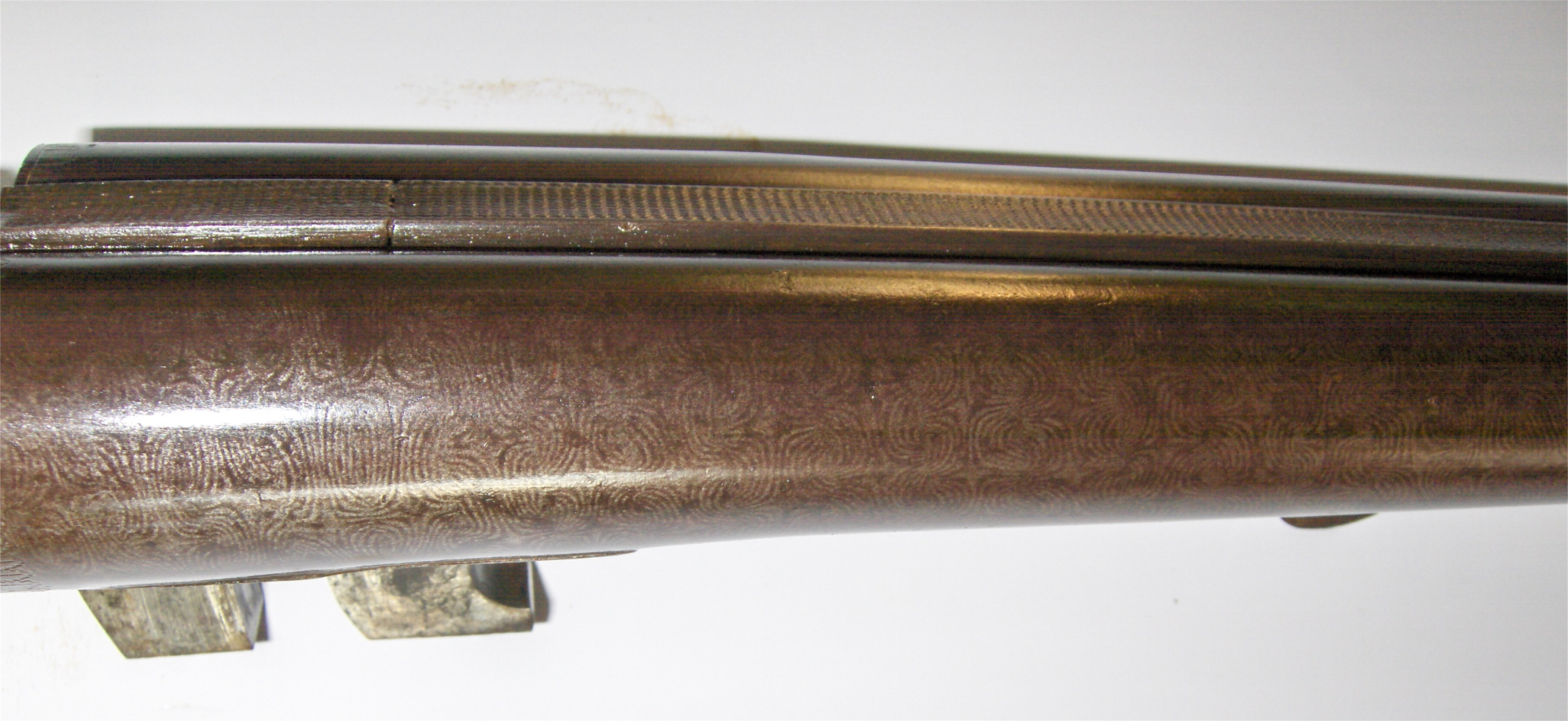

La damascatura a pelle di trota era una peculiarità che caratterizzava le canne in damasco delle armi da caccia fini prodotte già dalla seconda metà dell'Ottocento e fino agli inizi del Novecento.
Questa tecnica riproduceva il disegno della pelle delle trote con una colorazione delle canne tendente al bruno/rossaceo/marrone.
Molti fucili con queste caratteristiche furono prodotti dagli artigiani belgi che punzonavano le loro armi per le prove di pressione presso il Banco Nazionale di Prova di Liegi.